# Liste der Naturdenkmale in Altdorf (Landkreis Böblingen)
| Naturdenkmale | Anzahl |
| ------------- | ------ |
| FND           | 8      |
| END           | 15     |
| Gesamt        | 23     |

Die Liste der Naturdenkmale in Altdorf nennt die verordneten Naturdenkmale (ND) der im baden-württembergischen Landkreis Böblingen liegenden Gemeinde Altdorf. In Altdorf gibt es insgesamt 23 als Naturdenkmal geschützte Objekte, davon 8 flächenhafte Naturdenkmale (FND) und 15 Einzelgebilde-Naturdenkmale (END).
Stand: 26. März 2017.

## Flächenhafte Naturdenkmale (FND)
| Name                                   | Bild | Kennung     | Einzelheiten | Position | Fläche Hektar | Datum        |
| -------------------------------------- | ---- | ----------- | ------------ | -------- | ------------- | ------------ |
| Altbuchenhain Kapellenberg             |      | 81150020006 | Altdorf      | ⊙        | 3,4           | 1. März 1993 |
| Dolinenkette im Glashau (13 Dolinen)   |      | 81150020008 | Altdorf      | ⊙        | 0,4           | 1. März 1993 |
| Feuchtbiotop Birkensee                 |      | 81150020009 | Altdorf      | ⊙        | 2,3           | 1. März 1993 |
| Feuchtwiesen am kleinen Goldersbach    |      | 81150020004 | Altdorf      | ⊙        | 1,7           | 1. März 1993 |
| Linden- und Pappelallee Altdorf-Mauren | BW   | 81150020025 | Altdorf      | ⊙        | 6,0           | 1. März 1993 |
| Obstbaumallee Altdorf-Mauren           |      | 81150020023 | Altdorf      | ⊙        | 3,3           | 1. März 1993 |
| Steinbruch am Bromberg                 | BW   | 81150020028 | Altdorf      | ⊙        | 0,6           | 1. März 1993 |
| Sumpfweiher an der Teufelsbrücke       |      | 81150020003 | Altdorf      | ⊙        | 0,1           | 30. Mai 1994 |
| Legende für Naturdenkmal               |      |             |              |          |               |              |

## Einzelgebilde (END)
| Name                          | Bild | Kennung     | Einzelheiten | Position | Fläche Hektar | Datum        |
| ----------------------------- | ---- | ----------- | ------------ | -------- | ------------- | ------------ |
| Altforche am Sportplatz       | BW   | 81150020016 | Altdorf      | ⊙        | 0,0           | 30. Mai 1994 |
| Eiche am Rain                 | BW   | 81150020027 | Altdorf      | ⊙        | 0,0           | 1. März 1993 |
| Eiche am Schinderweg          | BW   | 81150020011 | Altdorf      | ⊙        | 0,0           | 30. Mai 1994 |
| Haug-Eiche                    | BW   | 81150020005 | Altdorf      | ⊙        | 0,0           | 30. Mai 1994 |
| Hubertus-Eiche                |      | 81150020007 | Altdorf      | ⊙        | 0,0           | 30. Mai 1994 |
| Linde am Brommbrunnen         |      | 81150020024 | Altdorf      | ⊙        | 0,0           | 1. März 1993 |
| Linde an der Schaichhofstraße | BW   | 81150020017 | Altdorf      | ⊙        | 0,0           | 1. März 1993 |
| Linde auf dem Kirchplatz      | BW   | 81150020019 | Altdorf      | ⊙        | 0,0           | 1. März 1993 |
| Mostbirnbaum-Hülben           | BW   | 81150020022 | Altdorf      | ⊙        | 0,0           | 1. März 1993 |
| Oskar Klumpp Eiche            |      | 81150020001 | Altdorf      | ⊙        | 0,0           | 30. Mai 1994 |
| Schinderbuch                  | BW   | 81150020010 | Altdorf      | ⊙        | 0,0           | 30. Mai 1994 |
| Ulme am Buchrain              | BW   | 81150020014 | Altdorf      | ⊙        | 0,0           | 30. Mai 1994 |
| Ulme auf dem Friedhof         | BW   | 81150020021 | Altdorf      | ⊙        | 0,0           | 1. März 1993 |
| 2 Eichen am Weinberg          | BW   | 81150020026 | Altdorf      | ⊙        | 0,0           | 1. März 1993 |
| 3 Eschen - Zigeunerinsel      | BW   | 81150020015 | Altdorf      | ⊙        | 0,0           | 30. Mai 1994 |
| Legende für Naturdenkmal      |      |             |              |          |               |              |